# مرگ دولت
مرگ دولت، احتضار دولت، یا زوال دولت(انگلیسی: Withering away of the state) مفهومی در فلسفهٔ مارکسیسم است و به تحقق آرمان‌های سوسیالیسم اشاره دارد که در جریان آن سازمان اجتماعی دولت بی‌اهمیت می‌شود و زوال می‌یابد و جامعه می‌تواند بدون دولت و اجرای اجباری قوانین خودش را مدیریت کند.
عبارت مرگ دولت را نخستین بار فردریش انگلس در بخش ۳ از فصل دوم آنتی دورینگ به کار برد.
... از آن به بعد ‍ تکامل تولید، وجود طبقات اجتماعی را به امری غیر تاریخی تبدیل می‌کند. به نسبتی که هرج ‍ و مرج تولیدی رنگ می‌بازد، اتوریته سیاسی دولت نیز می‌میرد. (به آلمانی: schläft ein)[تحت‌اللفظی: بخواب می‌رود]. حکومت جای خود را به مدیریت می‌دهد. دولت برانداخته نمی‌شود، خودش زوال می‌یابد.
او همچنین در منشأ خانواده، مالکیت خصوصی و دولت به عنوان نتیجهٔ پایانی می‌نویسد:
ما اکنون به سرعت به مرحله ای از تکامل تولید می‌رسیم که در آن وجود این طبقات نه تنها ‍ ضرورت خود را از دست خواهد داد، بلکه به مانع مستقیم تولید تبدیل می‌شود. طبقات با همان ‍ ناگزیری که در مرحله پیشتر پدید آمدند، سقوط خواهند کرد. به موازات آن‌ها دولت ناگزیر سقوط ‍ خواهد کرد. جامعه‌ای که تولید را بر پایه اجتماع آزاد و برابر تولیدکنندگان ‍ سازمان می‌دهد، تمام ماشین دولتی را به آن جا خواهد فرستاد که بدان تعلق دارد: موزهٔ آثار ‍ عتیقه، کنار چرخ نخریسی و تبر برنزی.